# Kushova alközség
Kushova alközség harmadik szintű közigazgatási egység Albánia délkeleti részén, Gramsh városától légvonalban 9, közúton 12 kilométerre déli irányban, a Tomorr-hegység keleti lábánál, a Tomorrica folyó bal partján. Elbasan megyén belül Gramsh község része. Székhelye Kushova falu, további települései Bërsnik, Bregas, Dumberas, Gjeraqina, Kërpica, Sotira és Ulova. A 2011-es népszámlálás alapján az alközség népessége 659 fő.
Az alközség a Tomorr-hegység keleti lábát alkotó dombsoron terül el, keleti határát a Tomorrica alsó folyásának mintegy 9 kilométeres szakasza alkotja. A tengerszint feletti magasság a nyugati és déli peremterületeken meghaladja a 600 métert, ez szelídül északi irányba 400-450 méteres magaslatokig. A mélyen bevágódott Tomorrica völgye az alközség északi határán, Bregasnál 214 méteres tengerszint feletti magasságban lép ki Kushova területéről. A vidéket áthálózzák a jellemzően nyugat–keleti folyásirányú kisebb patakok, a Tomorrica bal oldali mellékvizei: a Bregas, a Kushova, a Leshnica és a Velica. Az alközség úthálózata fejletlen, a Devoll völgyében futó SH71-es úttal gépkocsival csak száraz időben járható út köti össze az alközség néhány települését (Bregast, Kushovát, Sotirát és Kërpicát). Kërpicánál egy kisebb vízerőmű épült a Tomorricára, amely a környéket látja el árammal.
Az alközség jelentős természeti értéke a látványos Sotirai-vízesések (Ujëvara e Sotirës), Sotira falutól 6 kilométernyi gyalogútra (é. sz. 40° 45′ 19″, k. h. 20° 10′ 00″40.755278°N 20.166667°E). A meredek mészkőszirtekből felbukkanó források vize több vízesésben bukik alá, ezek magassága 20 és 100 méter között váltakozik.